# Pharsalia borneensis
Pharsalia borneensis är en skalbaggsart som beskrevs av Stefan von Breuning 1936. Pharsalia borneensis ingår i släktet Pharsalia och familjen långhorningar. Inga underarter finns listade i Catalogue of Life.